# AMS-TeX
AMS-TeX ist ein Format für das Textsatzprogramm TeX. Es wurde 1983–1985 von Michael Spivak für die Amerikanische Mathematische Gesellschaft (AMS) entwickelt. Obwohl AMS-TeX seit langem nicht mehr weiterentwickelt wird, wurden noch im Jahr 2007 etwa 10 % aller mathematischen Fachartikel in AMS-TeX geschrieben.
AMS-TeX baut auf plain TeX auf (insbesondere funktionieren alle Plain-TeX-Makros auch in AMS-TeX) und erweitert dieses um Makros für den Satz komplizierter Formeln. 
AMS-TeX ist nicht mit dem Textsatzsystem LaTeX kompatibel. Aus der Vereinigung von AMS-TeX mit LaTeX entstanden zunächst das eigenständige Format AMS-LaTeX und später das Paket amsmath für LaTeX. Letzteres hat seine Vorgänger weitgehend abgelöst.